# أحمد قنابة
أحمد أحمد قنابة (1898 - 12 يناير 1968) شاعر ليبي ولد في زندر في النيجر، وتلقى معارفه، ومارس وظائفه في طرابلس الغرب في ليبيا، وفي ثراها كان مثواه الأخير. تعلم بالطريقة التقليدية: في المساجد والزوايا، مثل مدرسة عثمان باشا، ومدرسة أحمد باشا، وجامع شائب العين. وأخذ عن أبرز شيوخ طرابلس، وبخاصة العلامة عبد الرحمن البوصيري. تولى تحرير جريدة «طرابلس الغرب»، ووظيفة مدير مكتبة الأوقاف بطرابلس الغرب حتى وفاته. كان عضو النادي الأدبي بطرابلس، وعضواً بالحزب الوطني في الأربعينيات.

## الإنتاج الشعري
له ديوان شعر جمعه وقدم له بدراسة عن الشاعر وفنه، الباحث: الصيد محمد أبو ديب، تحت عنوان: «أحمد قنابة: دراسة وديوان».

## الأعمال الأخرى
له عدد من المسرحيات، التي مثلت على مسرح مدرسة الفنون والصنائع، ونهض بتمثيلها الطلبة، كما مثلت بعضها فرق تمثيلية بطرابلس.
يغلب على شعره الصدور عن مناسبة دينية أو وطنية أو اجتماعية، وفي هذا الإطار هو شاعر يغلب على شعره التقليد، وقد مارس التشطير الانتقائي لعدد من قصائد شوقي المغناة، وهذا يكشف عن ميل خبيء في وجدانه له أثر واضح في أسلوبه، وهو
الغنائية والتعبير عن الذات، في هذا المستوى من القصائد، بعكس قصائده الدينية التي توغل في استجلاب الألفاظ والصور القديمة.